# Meteorite Hadley Rille

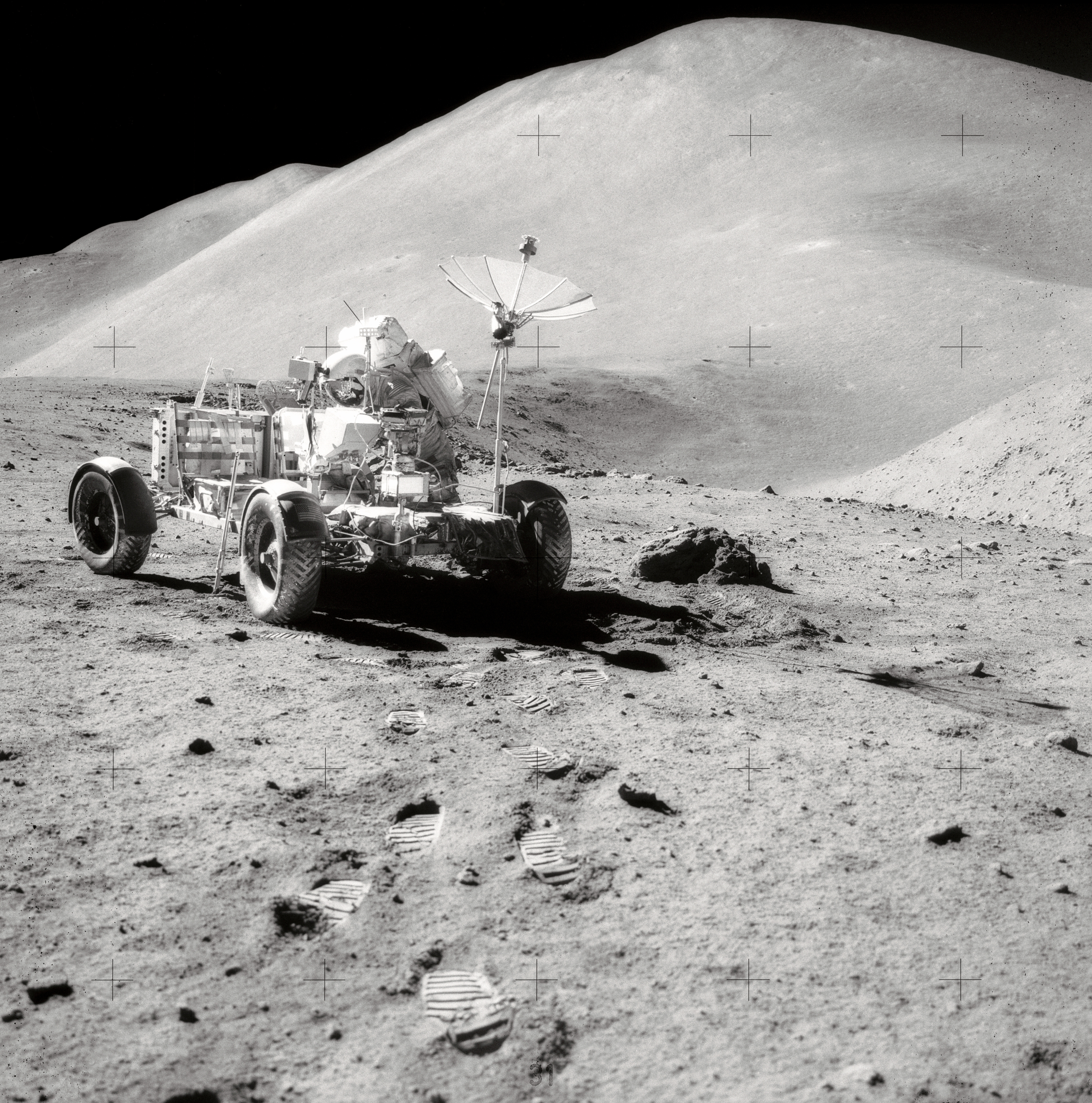
David R. Scott, Comandante dell'Apollo 15 vicino ad Hadley Rille (sullo sfondo è il monte Hadley, con un'altezza di 3.5 km sulla pianura). La grossa roccia nella foto non è il meteorite.

Il meteorite Hadley Rille è un piccolissimo meteorite scoperto sulla Luna alle coordinate 26° 26' 0" N, 3° 39' 20" E, in un campione di terreno raccolto durante la missione Apollo 15 nel 1971. È il secondo meteorite mai scoperto in un altro corpo del Sistema solare che non sia la Terra. Il primo fu il meteorite Bench Crater, scoperto nel 1969. Il meteorite Hadley Rille pesa circa 3mg, e contiene enstatite, kamacite, niningerite, silice, schreibersite, troilite, albite, e daubréelite. È classificato come enstatite chondrite dalla Meteoritical Society.